# Wacarnia
Jeden z użytkowników Wikipedii oznaczył tę stronę jako kwalifikującą się do natychmiastowego skasowania.
W najbliższym czasie administratorzy Wikipedii zweryfikują to zgłoszenie.
Jeśli nie zgadzasz się z oceną wikipedysty, wypowiedz się na stronie dyskusji. Autorów prosimy o zapoznanie się z informacjami o najczęstszych powodach usuwania artykułów.
Uzasadnienie: treść niezrozumiała
Administratorze! Pamiętaj, żeby przed skasowaniem artykułu sprawdzić linkujące, dyskusję i historię zmian (ostatnia zmiana wykonana przez Jeż0216).

to kraina obok kilku wysp z wieloma prowinicjami kraj ma swoją historię

republika ludowo-cesarskiej wacarnii
historia
w 1990 przysłano mapę wacarnii i spotkali skrzypka to dość przyjazny wacarnik potem przypadkiem w podejrzany budynek spotkano Karola cesarza potem odkryto kolejnego zwanym emilem on dość był koksarny i machał tymi koksami w wsi obok Antananarywy ale odkryto innych krokodylka w 13 maju w Miami a po 2 dniach maxia farmera w Astanie stolicy Kazachstanu ale obaj byli nieznośni jeden gryzł jak krokodyl a drugi zawsze wystawiał grabie i nimi machał i trzymał rewolwer w 1992 odkryto allana karetkę przy nowym jorku gdzie udawał lekarza potem mnich adi w pekinie gdzie mówił że jako jedyny był mdły w 1993 spotkano ja pierdzę ale spotkano ją już w 1853 nieznali ale mówili że ta postać miała nóż pierdziała alfabetem i uśmiechała nienaturalnie